# إدواردو ناخيرا
إدواردو ناخيرا (بالإسبانية: Eduardo Nájera)‏ مواليد 11 يوليو 1976 في شيواوا، المكسيك، هو لاعب كرة سلة مكسيكي سابق تحول إلى التدريب بعد الاعتزال بدأ مسيرته الاحترافية في سنة 2000. يبلغ طوله 6 قدم 8 بوصة (2.0 م). اعتزل اللعب في 2012.

## فرق لعب لها
- دالاس مافيريكس
- غولدن ستايت ووريورز
- دنفر ناغتس
- بروكلين نتس
- شارلوت هورنتس

## روابط خارجية
- إدواردو ناخيرا على موقع الاتحاد الدولي لكرة السلة (الإنجليزية)
- إدواردو ناخيرا على موقع إن بي أي (الإنجليزية)
- إدواردو ناخيرا على موقع سبورتس رفرنس (الإنجليزية)
- إدواردو ناخيرا على موقع كرة السلة الأوروبية.كوم (الإنجليزية)
- إدواردو ناخيرا على موقع كلية كرة السلة في سبورتس رفرنس.كوم (الإنجليزية)
- إدواردو ناخيرا على موقع ريلجم (الإنجليزية)
- إدواردو ناخيرا على موقع بروبوليرز (الإنجليزية)